# Ka-60
Ka-60 Kasatka (Orka) – rosyjski śmigłowiec wielozadaniowy wyprodukowany przez Kamowa pod koniec lat 90. XX wieku.

## Historia
W 1987 roku zakończono eksploatację śmigłowców Mi-4. Przy braku tej bardzo szeroko wykorzystywanej przez siły zbrojne Związku Radzieckiego maszyny, ładunki o masie od 1000 do 2500 kg musiały być przewożone przez średnie i ciężkie śmigłowce transportowe. Było to nieopłacalne i nieekonomiczne, dlatego już w 1983 roku w biurze Kamowa rozpoczęto pracę nad nowym śmigłowcem, który mógłby przejąć zadania transportowe od Mi-4 i odciążyć w ten sposób również szeroko stosowane do tego typu zadań śmigłowce Mi-8. Projekt nowej maszyny gotowy był w 1990 roku. Kryzys początku lat 90. i upadek Związku Radzieckiego spowodował, że gotowy prototyp po raz pierwszy zademonstrowano publicznie 29 lipca 1998 roku i w tym samym roku, w grudniu, śmigłowiec wykonał swój pierwszy lot.
W kwietniu 2011 roku Rosjanie podpisali porozumienie z francuskim producentem silników Turbomeca na dostawę silników Ardiden 3G. Pierwsze dwa komplety silników i przekładni producent otrzymał w 2013 roku, jednostki przeznaczone są dla latającego prototypu Ka-62 i maszyny do prób naziemnych. Wobec niewprowadzenia do produkcji seryjnej silników RD-600 to właśnie francuskie jednostki napędowe mają zostać zastosowane na ich miejsce. W 2015 roku ma ruszyć produkcja seryjna wersji cywilnej Ka-62 i to ona będzie rozwijana jako pierwsza, dopiero na jej bazie powstaną wersje wojskowe Ka-60. Ka-62 poza nowymi francuskimi silnikami mają również dostać nowe, pięciołopatowe łopaty głównego wirnika oraz nowe wyposażenie kabiny. Również wersja wojskowa Ka-60 ma zostać wyposażona w silniki Ardiden 3G. 14 grudnia 2012 roku, brazylijska firma Atlas Táxi Aéro zamówiła siedem maszyn Ka-62 z opcją na kolejne siedem z rozpoczęciem dostaw w 2015 roku a podczas trwania Salonu Lotniczo Kosmicznego MAKS w 2013 roku, kolumbijska firma Vertical de Aviacion podpisała list intencyjny na dostawę pięciu śmigłowców Ka-62, których dostawa również ma się rozpocząć w 2015 roku.

## Konstrukcja
Śmigłowiec w odróżnieniu od większości maszyn Kamowa wykonany jest w układzie jednowirnikowym z czterołopatowym wirnikiem głównym zbudowanym z kompozytów i jedenastołopatowym śmigłem ogonowym typu wentylatorowego, zabudowanego w stateczniku. Maszyna ma podwozie kołowe, główne zamontowane po obu stronach kadłuba oraz kółko ogonowe pod kadłubem. Z tyłu kadłuba zamontowane są nieruchome stateczniki poziome z dodatkowymi pionowymi powierzchniami stabilizującymi. Ka-60 może wykonywać loty w każdych warunkach pogodowych w dzień i w nocy. Posiada klimatyzowaną kabinę dającą załodze możliwość wykonywania zadań w warunkach skażenia środowiska. Śmigłowiec napędzany jest dwoma silnikami turbinowymi RD-600W. Maszyna ma zwartą budowę w układzie o obniżonej widzialności optycznej i w podczerwieni. Wyloty gorących gazów z silników skierowane są ku górze i dodatkowo rozpraszane przez wirnik główny. Dużą wagę w konstrukcji Ka-60 położono na bezpieczeństwo pracy załogi i pasażerów. W przypadku upadku na ziemię, sterownice, pedały i dźwignie sterujące są automatycznie chowane aby nie doszło do zranienia pilotów przez wystające elementy wyposażenia kabiny. Cięgła systemu sterowania i wały transmisyjne mogą pracować nawet po bezpośrednim trafieniu pociskiem kalibru 12,7 mm. Łopaty wirnika głównego pracują po trafieniu pociskiem kalibru 23 mm.

## Warianty
- Ka-60U – wersja szkolno-treningowa
- Ka-60K – wersja transportowa, śmigłowiec może przewozić do 16 żołnierzy piechoty z uzbrojeniem osobistym lub sześciu rannych na noszach i trzech sanitariuszy
- Ka-60R – wersja rozpoznawcza mająca zastąpić rozpoznawcze Ka-25
- Ка-62 – cywilna wersja śmigłowca
- Ka-62M – wersja cywilna z pięciołopatowym wirnikiem głównym i silnikami General Electric T700/CT7-2D1